# شارهیدا
شارهیدا (به مجاری:  Sárhida) یک منطقهٔ مسکونی در مجارستان است که در زالا واقع شده‌است.